# غلالة عسكرية
الغلالة العسكرية هي نوع من المعاطف أو السترات متوسطة الطول، تصل الحاشية السفلية منها إلى الفخذين. سميت على اسم الغلالة، وهي ثوب من نفس الطول كان يرتدى في روما القديمة.